# Breema
Die Entwicklung von Breema begann 1980 in einer Gruppe von mehreren Personen, die aus verschiedenen Schulen der Körperarbeit kamen, in Oakland (USA). Sie baut auf deren Wurzeln auf, ist aber in ihrer Ausrichtung und Weiterentwicklung unabhängig von ihnen. Ziel dieser Methode ist die „Präsenz“ des Praktizierenden. In einer solchen Atmosphäre der Präsenz soll neben dem Praktizierenden auch dem Klienten das Erleben der Einheit von Körper, Verstand und Gefühlen ermöglicht werden.
Die Methode ist wissenschaftlich nicht belegt.

## Grundlagen
Die Breema-Körperarbeit besteht aus Einzel- und Partnerübungen, die bekleidet auf einer weichen Unterlage am Boden durchgeführt werden. Sie umfassen Elemente wie Strecken, Lehnen, Streichen, Halten, sowie eine Vielfalt von spielerischen, rhythmischen Bewegungen, die mit dem ganzen Körper ausgeführt werden. Hierbei soll die die Verbindung, die die ausführende Person zum eigenen Körper hat, eine bedeutende Rolle spielen. Der Verstand des oder der Praktizierenden, der gewöhnlich mit Benennen, Vergleichen, Beurteilen usw. beschäftigt ist, bekommt in der Übung die Aufgabe, den eigenen Körper zu registrieren. Dadurch soll das Denken in das leibliche Geschehen eingebunden und das Gegenwartserleben verstärkt werden, statt das Erleben zu kommentieren.

### Die neun Prinzipien
- Der Körper ist bequem
- Nichts extra
- Bestimmtheit und Sanftheit
- Ganze Beteiligung
- Gegenseitige Unterstützung
- Keine Beurteilung
- Einziger Moment – Einzige Aktivität
- Keine Eile – Keine Unterbrechung
- Keine Kraftanstrengung

(Quellen: )

## Ziele
Jede Bewegung in jeder Sequenz erfordert die Anwendung aller oben genannten neun Prinzipien. Mit dem Praktizieren jeder beliebigen Sequenz soll allmählich jedes der Prinzipien entdeckt werden. Breema sieht sich als eine unterstützende Methode zur Erfahrung dieser universellen Prinzipien und deren Anwendung auf jede sonstige Tätigkeit im Leben. Durch das Erleben des Augenblicks und der eigenen Präsenz wird eine schrittweise Selbstdistanzierung („Disidentifikation“) von der Identifikation mit den jeweiligen Gedanken und Gefühlen angestrebt. Breema ist keine systematisch vorgehende Technik mit einem zugrundeliegenden therapeutischen Persönlichkeits-, Krankheits- und Beziehungsmodell.

## Kritik
Der Weltanschauungsbeauftragte der evangelischen Landeskirche in Württemberg kommt in seiner Analyse zu dem Schluss, dass es sich bei der Breema-Methode um eine „körpertherapeutische Außenseiter-Methode, deren konkrete Maßnahmen sich weithin mit bekannten Einwirkungsweisen decken“ handelt. Die weltanschauliche Orientierung folge dabei unverbindlich allgemeinen esoterischen Prinzipien.
Eine Wirksamkeit der Methode ist wissenschaftlich nicht belegt.